# 17465 Inawashiroko
17465 Inawashiroko (tên chỉ định: 1990 VU3) là một tiểu hành tinh vành đai chính. Nó được phát hiện bởi Tsutomu Seki ở Geisei Observatory ở Kōchi, Kōchi Prefecture, Nhật Bản, ngày 11 tháng 11 năm 1990. Nó được đặt theo tên Lake Inawashiro ở Fukushima Prefecture, Nhật Bản.